# Chalinula milnei
Chalinula milnei är en svampdjursart som först beskrevs av de Laubenfels 1954.  Chalinula milnei ingår i släktet Chalinula och familjen Chalinidae. Inga underarter finns listade i Catalogue of Life.